# Adolphe Nourrit

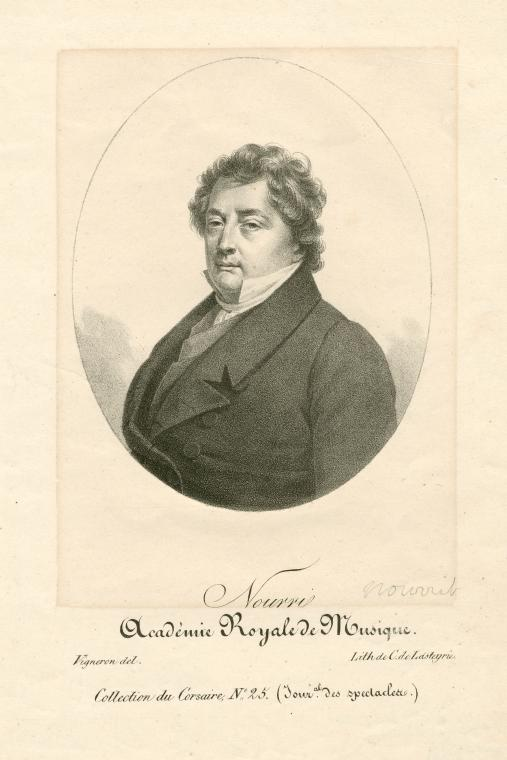
Adolphe Nourrit

Adolphe Nourrit (* 3. März 1802 in Montpellier, Département Hérault; † 8. März 1839 in Neapel) war ein französischer Opernsänger (Tenor), Librettist und Komponist.

## Karriere
Adolphe Nourrit wurde als Sohn des Operntenors Louis Nourrit (1780–1831) geboren. Als er 1821 sein professionelles Operndebüt in Christoph Willibald Glucks Iphigénie en Tauride absolvierte, war Nourrit 19 Jahre alt. 1826 wurde er Nachfolger seines Vaters als Haupttenor der Académie Royale und hatte diese Position bis 1836 inne. Er wurde ein Schüler von Gioachino Rossini und war der erste Interpret der Tenor-Rollen in Rossinis französischen Opern.
Mit der Zeit gewann er an der Opéra eine beträchtliche Macht. Er wurde von Komponisten konsultiert und seine Zustimmung wurde für laufende Arbeiten gesucht. 1827 wurde er zum Chef des Conservatoire de Paris ernannt. In Neapel studierte er mit Donizetti Partien ein und absolvierte sein Debüt in dieser Stadt im Jahre 1838.

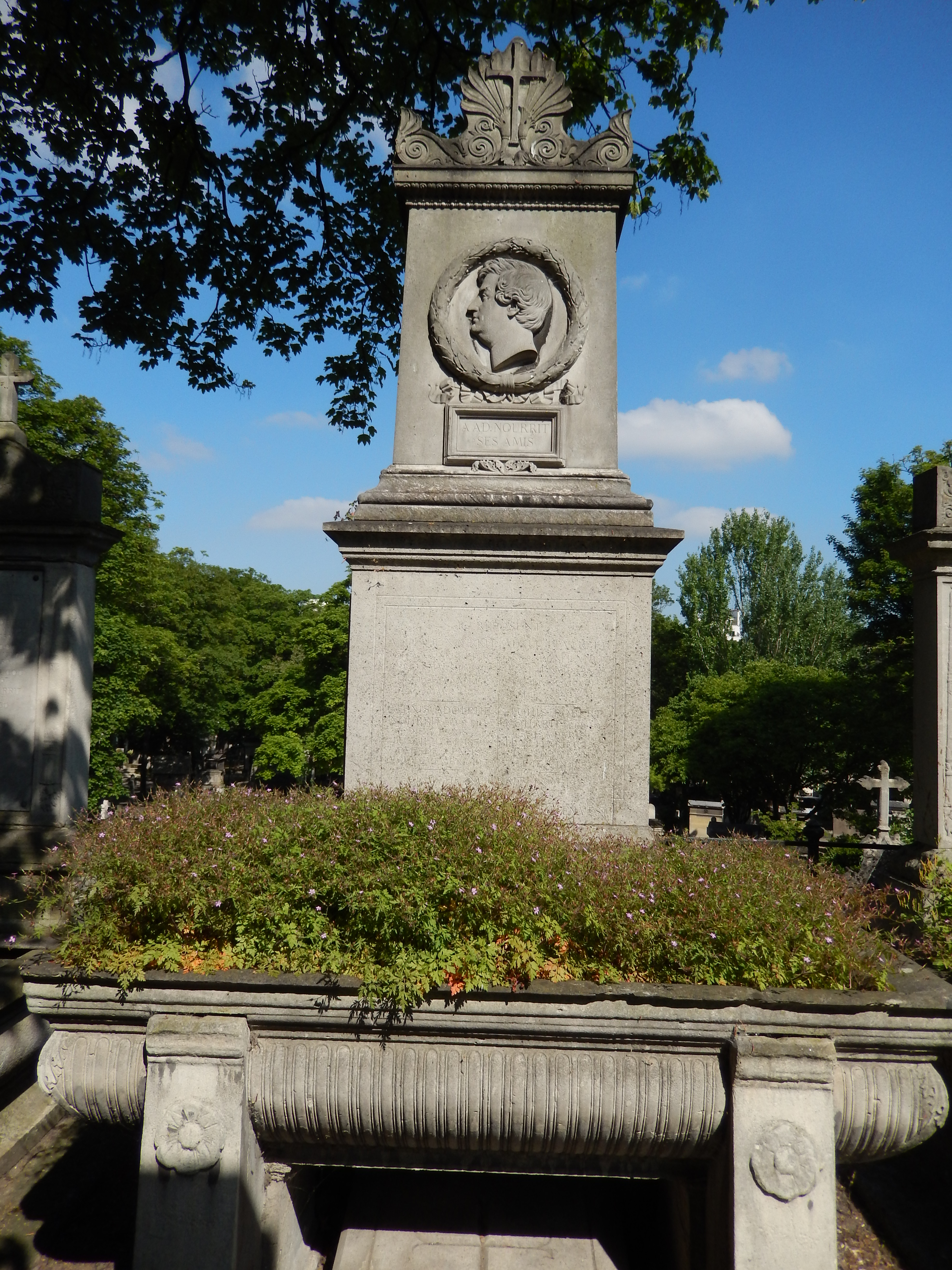
Grabmal von Adolphe Nourrit im Cimetière de Montmartre

Nourrit schrieb viele Libretti für Ballette an der Opéra, und 1832 schrieb er das Libretto für das romantische Ballett La Sylphide. Im Jahr 1836 wurde er während einer Aufführung an der Opéra heiser und wandte sich dann dem Liedgesang zu. Seine körperliche und geistige Gesundheit war jedoch bald darauf stark angegriffen, und 1839 nahm er sich das Leben.
Er wurde auf dem Friedhof von Montmartre begraben.

## Tenorrollen in Uraufführungen

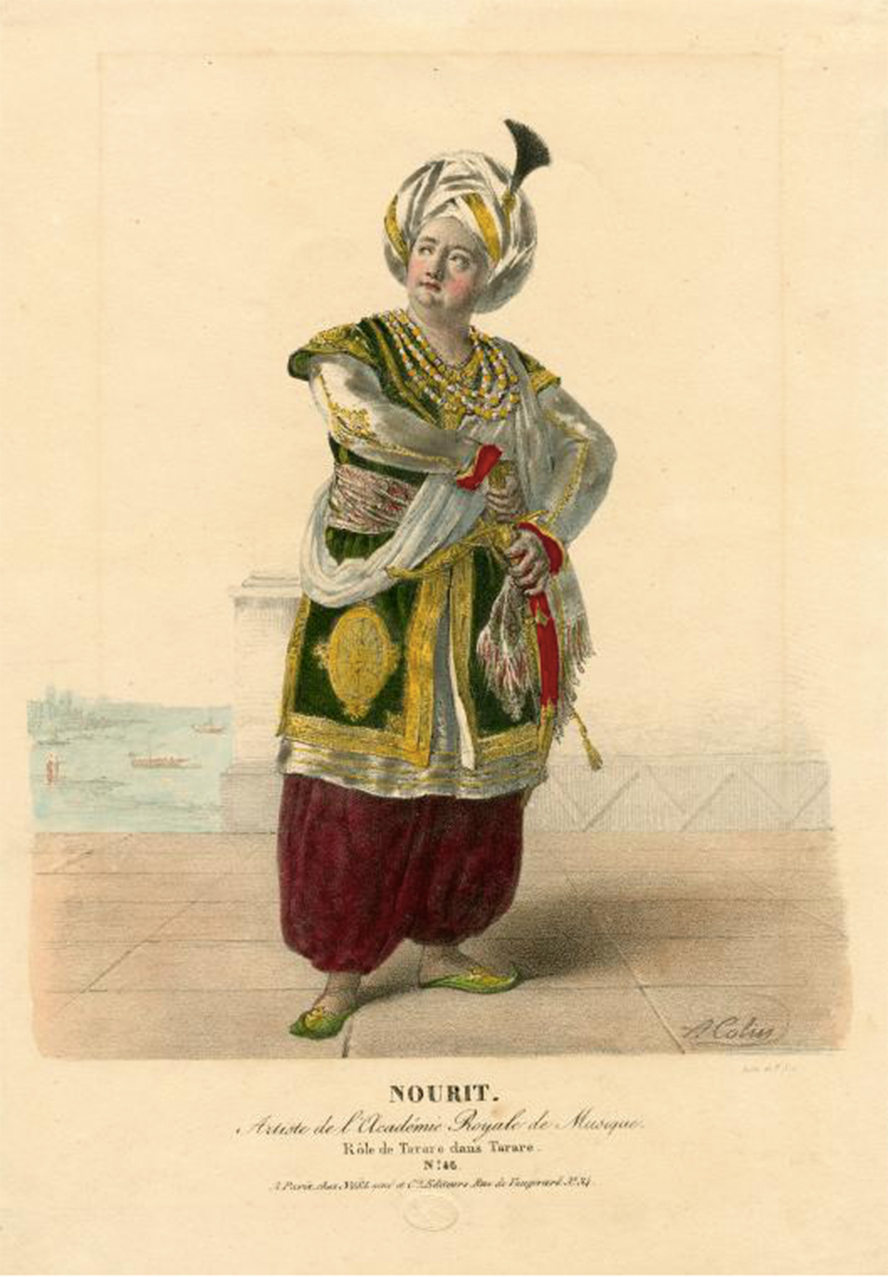
Nourrit als Tarare (Salieri)

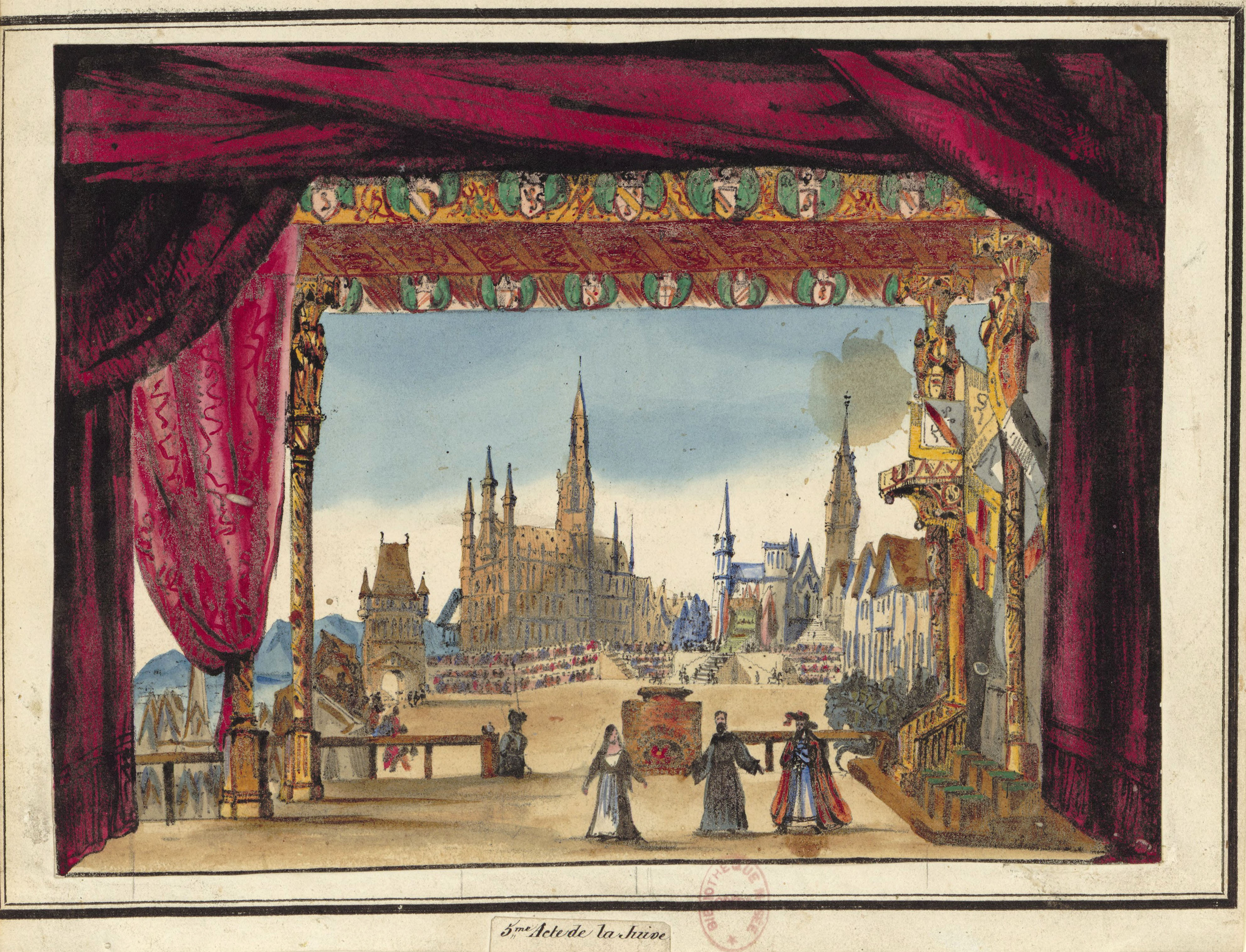
Nourrit in La Juive (1835)

- Lindor in La belle au bois dormant von Michele Carafa (2. März 1825, Paris)
- Néocles in Le siège de Corinthe von Gioachino Rossini (9. Oktober 1826, Paris)
- Aménophis in Moïse et Pharaon von Rossini (26. März 1827, Paris)
- Masaniello in La muette de Portici von Daniel Auber (29. Februar 1828, Paris)
- Titelrolle in Le comte Ory von Rossini (20. August 1828, Paris)
- Arnold Melchtal in Guillaume Tell von Rossini (3. August 1829, Paris)
- Titelrolle in Robert le diable von Giacomo Meyerbeer (21. November 1831, Paris)
- Titelrolle in Gustave III. ou Le bal masqué von Auber (27. Februar 1833, Paris)
- Nadir in Ali Baba von Luigi Cherubini (22. Juli 1833, Paris)
- Eléazar in La Juive von Fromental Halévy (23. Februar 1835, Paris)
- Raoul de Nangis in Les Huguenots von Meyerbeer (29. Februar 1836, Paris)
- Titelrolle in Stradella von Louis Niedermeyer (3. März 1837, Paris)
- Ubaldo in Elena da Feltre von Saverio Mercadante (1. Januar 1839, Neapel)